# 20298 Gordonsu
A 20298 Gordonsu (ideiglenes jelöléssel 1998 FW77) a Naprendszer kisbolygóövében található aszteroida. A LINEAR projekt keretében fedezték fel 1998. március 24-én.